# Hyles cleopatra
Hyles cleopatra är en fjärilsart som beskrevs av Wladasch. 1931. Hyles cleopatra ingår i släktet Hyles och familjen svärmare. Inga underarter finns listade i Catalogue of Life.